# Boeing EA-18G Growler
Бо́инг EA-18 «Гро́улер» (англ. Boeing EA-18 Growler) — палубный самолёт радиоэлектронной борьбы ВМС США, разработан фирмой Boeing на базе истребителя F/A-18F Super Hornet и предназначен для замены на флоте устаревших EA-6B Prowler. Первый полёт совершил 15 августа 2006 года. Серийное производство начато в 2007 году.

## Боевое применение
Впервые самолёт был применён в боевых условиях 23 марта 2011 года, во время военной операции «Рассвет одиссеи» в Ливии. В тот день пять EA-18G «Гроулер» 132-й эскадрильи радиоэлектронного противодействия (VAQ-132) 17-го палубного авиационного крыла (CVW-17) ВМС США приняли непосредственное участие в подавлении объектов ПВО и установлении бесполётной зоны в стране. По словам адмирала Гари Рогхэда (Gary Roughead), EA-18G показал очень высокую боевую эффективность.
Гроулер использовался в операции «Страж процветания» где уничтожил хуситский Ми-24 .

## Аварии и инциденты
28 января 2018 года в 10:45 E/A-18G Growler, приписанный к 6-й эскадрилье ВВС Австралии, потерпел отказ двигателя при попытке взлёта с авиабазы «Неллис» в штате Невада Самолет выкатился за пределы взлётной полосы, в результате пожара самолёту был нанесён значительный ущерб, сильно обгорели задние части крыльев, были повреждены модули радиоэлектронной борьбы ALQ-99. Пять человек получили травмы. 30 января ВВС Австралии приостановили полёты всех самолётов F/A-18F Super Hornet и EA-18G Growler, оснащенных двигателями GE F414.

## Тактико-технические характеристики
Источник данных: «Боинг»; «Уголок неба»

Технические характеристики
- Экипаж: 2 (пилот и оператор)
- Длина: 18,3 м
- Размах крыла: 13,7 м
- Высота: 4,9 м
- Площадь крыла: 46,5 м²
- Масса пустого: 15 011,2 кг
- Нормальная взлётная масса: 21 772,4 кг
- Максимальная взлётная масса: 29 964 кг
- Масса топлива во внутренних баках: 6 323,1 кг
- Максимальная масса топлива в ПТБ: 4 419,8 кг
- Силовая установка: 2 × ТРДДФ General Electric F414-GE-400
  - Бесфорсажная тяга: 2 × н/д
  - Форсажная тяга: 2 × 97.9 кН

Лётные характеристики
- Максимальная скорость: 1 900 км/ч
- Боевой радиус: 722 км
- Перегоночная дальность: 3 330 км
- Практический потолок: 15 850 м
- Нагрузка на крыло: 453 кг/m²

Вооружение
- Точки подвески: 11

из них
2 выделены под подвесные топливные баки,
3 под контейнеры РЭБ ALQ-99,
2 под контейнеры ALQ-218 (на законцовках крыла)
- Управляемые ракеты: 2 × AGM-88 + 2 х AIM-120 AMRAAM

## Эксплуатанты
- США — 114 (на май 2014 года)[11].
- Австралия — 12 (переделаны из истребителей F/A-18F Super Hornet)[12][13].

## См.также
Родственные разработки
- F/A-18 Hornet
- F/A-18E/F Super Hornet

Аналоги
- EA-6 Prowler
- EF-111

Списки
- Список самолётов